# مجموعة سعد

شعار الشركة

مجموعة سعد, مجموعة شركات سعودية متعددة النشاطات أسست سنة 1980, تعتبر من أكبر الشركات في الخليج والعالم العربي. بدأت كشركة مقاولات قبل أن تنوع نشاطاتها لتشمل السياحة والعقار والخدمات الصحية والخدمات المالية, التعليم إلى نشاطات أخرى. بلغت إيراداتها سنة 2004 حوالي 3 مليارات دولار وتشغل حوالي 9000 آلاف
شخص. رئيسها الحالي معن الصانع.

## وصلات خارجية
مجموعة سعد